# Siemion Fomin
Siemion Jakowlewicz Fomin (ros. Семён Я́ковлевич Фоми́н, ur. 2 lutego 1904 w Moskwie, zm. 5 marca 1982 tamże) – radziecki polityk, minister inżynierii budowlanej i drogowej (1949-1953).
1922-1925 i 1929-1930 studiował w Moskiewskim Instytucie Mechaniczno-Inżynieryjnym im. Łomonosowa, 1925-1926 technik w fabryce im. S. Budionnego, 1926-1927 w Armii Czerwonej, 1927-1929 majster warsztatu remontowego w fabryce im. Budionnego, 1930-1933 technik-mechanizator w kołchozie w Orenburgu, kierownik warsztatu i wydziału technicznego w fabryce. 1933-1939 zastępca głównego mechanika, główny mechanik i szef wydziału moskiewskiej fabryki im. Ordżonikidze, 1939 główny inżynier, a 1939-1941 dyrektor fabryki obrabiarek im. Gorkiego w Kirowie, od 1941 w WKP(b), 1941 szef wydziału Ludowego Komisariatu Budowy Obrabiarek ZSRR, 1941-1942 zastępca szefa wydziału Ludowego Komisariatu Przemysłu Czołgowego ZSRR, 1942-1946 zastępca ludowego komisarza/ministra budowy obrabiarek ZSRR. Od 1946 do 1 czerwca 1949 zastępca ministra, a od 1 czerwca 1949 do 5 marca 1953 minister inżynierii budowlanej i drogowej ZSRR. Od marca 1953 do 1954 zastępca ministra budowy maszyn ciężkich i przemysłowych ZSRR, 1954-1957 zastępca ministra przemysłu instrumentalnego i budowy obrabiarek ZSRR, 1957-1958 szef wydziału Państwowego Komitetu Planowania Rady Ministrów Rosyjskiej FSRR, 1958-1961 ekspert Ambasady ZSRR w Chinach ds. Zagadnień Ekonomicznych, 1961-1964 ekspert wydziału inżynierii Sekretariatu RWPG w Czechosłowacji, 1964-1968 sekretarz odpowiedzialny Sowiecko-Czechosłowackiej Komisji Aparatu Stałego Przedstawicielstwa ZSRR w RWPG, następnie na emeryturze. 